# Gravelrennen

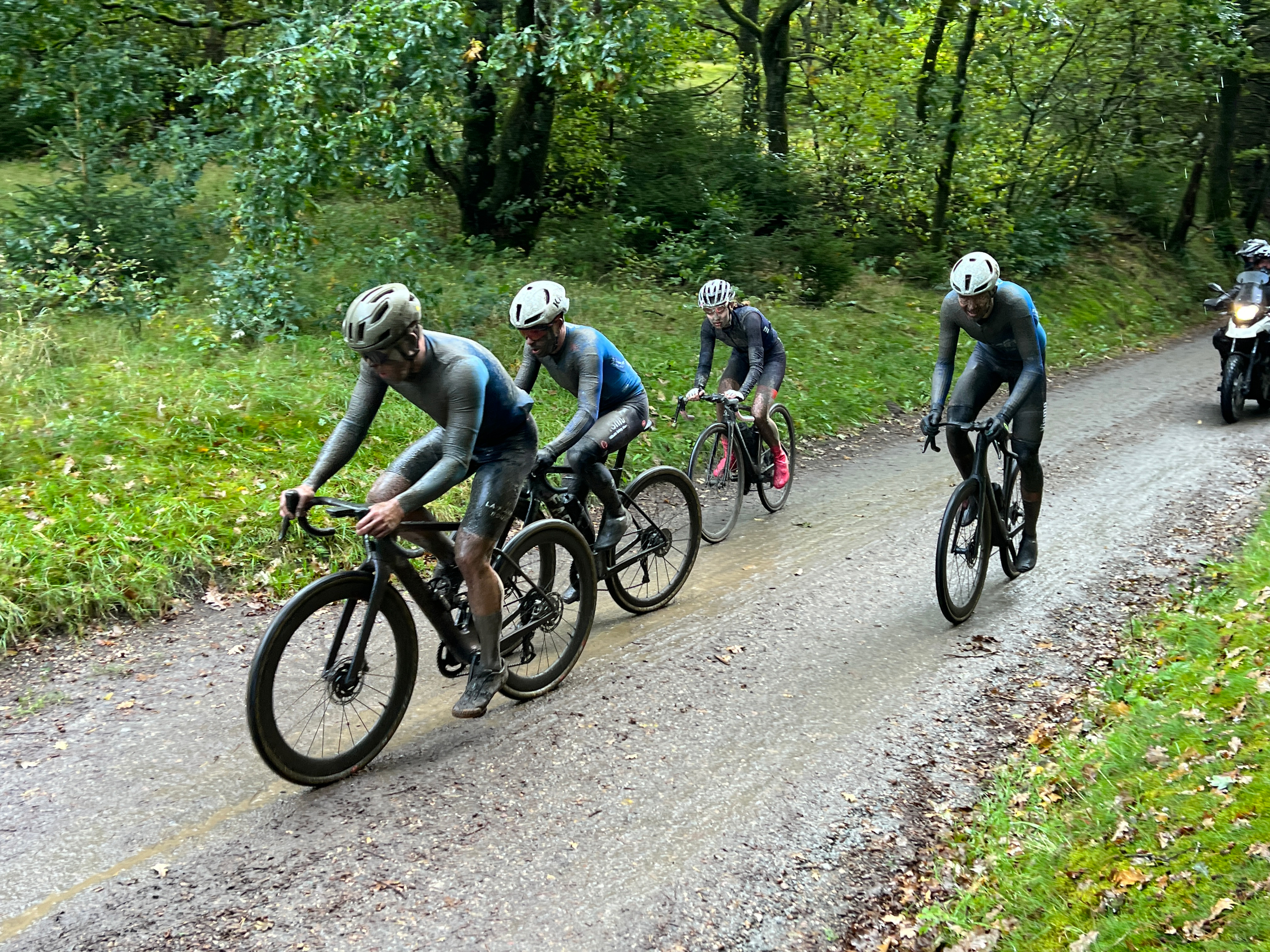
Gravelrennen in Dänemark (Danmarksmesterskaberne i gravel 2023)

Gravelrennen (von englisch Gravel für Schotter) sind Radrennen auf großteils unbefestigtem Untergrund. Die gefahrenen Distanzen entsprechen in etwa dem der Straßenrennen. Im Gegensatz zu den deutlich kürzeren Crossrennen, die auf wenige Kilometer langen Rundkursen ausgetragen werden, sind Gravelrennen weniger technisch und erfordern während des Rennens im Allgemeinen kein Absteigen vom Rad. Häufig werden Gravelbikes gefahren.

## Geschichte

### Ursprung
Die Wurzeln der Gravelrennen reichen bis ins 19. Jahrhundert zurück, als bei der Erfindung des Fahrrades die meisten Straßen aus Kopfsteinpflaster und Schotter bestanden. Auch die ersten Radrennen und die erste Austragung der Tour de France im Jahr 1903 führten größtenteils über Straßen aus Schotter. Im Zuge der Motorisierung und dem Ausbau asphaltierter Straßen, wechselte auch der Radsport auf den neuen Belag. Dennoch fuhren vereinzelte Fahrer gezielt weiter auf unbefestigten Straßen. Einer dieser Pioniere war der Brite Walter McGregor Robinson, der in der Zwischenkriegszeit in dem Journal Cycling über seine zahlreichen Ausfahrten auf unbefestigten Straßen schrieb. Auch die Mitglieder des 1955 gegründeten Rough Stuff Fellowship mieden bei ihren Ausfahrten asphaltierte Straßen. Neben den ersten Mountainbikes, die in den 1970er Jahren entwickelt wurden, nutzte man die sogenannten Touringbikes abseits der Straße. In schwierigerem Gelände zeigten sich jedoch die Schwächen und Grenzen dieser Fahrräder. Besonders der Bike-Camping-Trend in den 1970er und 1980er Jahren hatte einen großen Einfluss auf die Entwicklung der modernen Gravelbikes.

### Professionalisierung

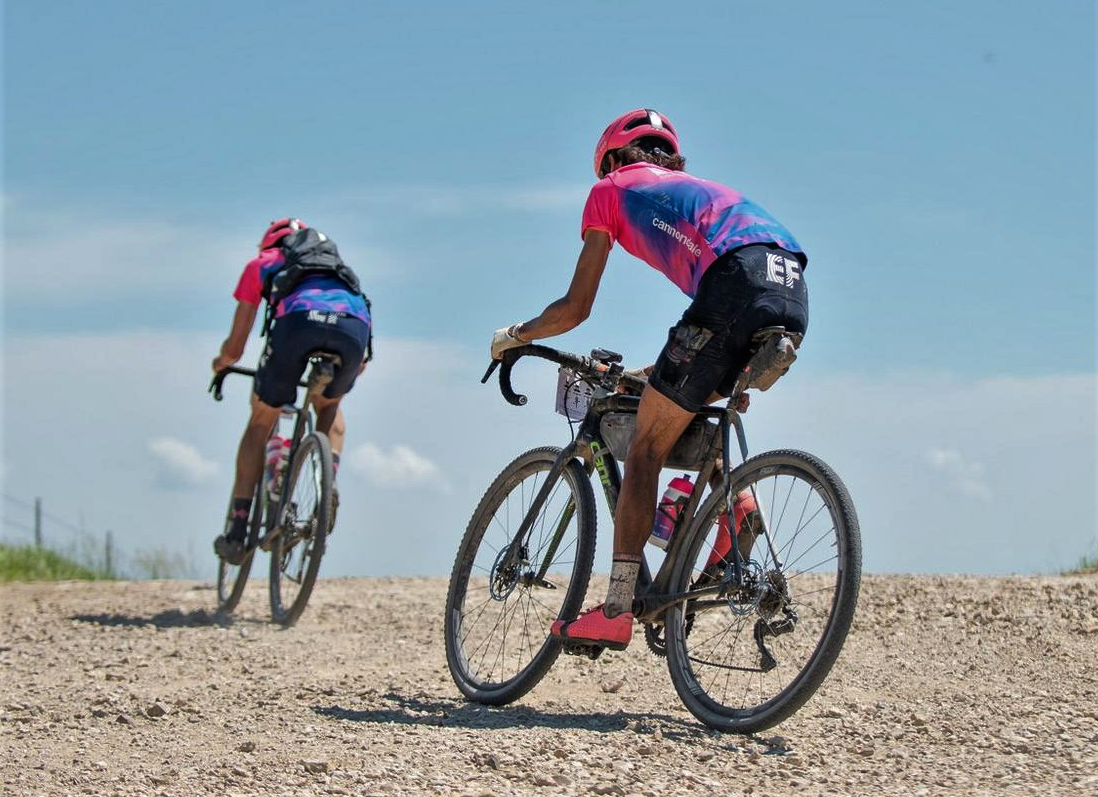
Dirty Kanza 2020

Die ersten Gravelrennen fanden gegen Ende des 20. Jahrhunderts statt. Als Inspiration diente in erster Linie das Straßenrennen Paris–Roubaix, das bis heute zu einem Großteil über Kopfsteinpflasterabschnitte (Pavé) führt, die den besonderen Reiz dieses Rennens ausmachen. In Anlehnung an das französische Radrennen, das den Beinamen Hölle des Nordens trägt, veranstaltete der Winchcombe Cycle Club im Jahr 1984 eine Ausfahrt unter dem Namen Hell of the North Cotswolds. Anstelle von Kopfsteinpflaster, nutzte man unbefestigte Straßen um die Besonderheit des Rennens zu replizieren. Auch in Nordamerika wurden mit Paris to Ancaster, im Jahr 1994, und Barry Roubaix, im Jahr 2009, ähnliche Rennen veranstaltet. Während Paris to Ancaster als Hommage am gleichen Tag wie Paris–Roubaix stattfand, entstand Barry Roubaix aus einer langen Trainingsausfahrt, die als Vorbereitung auf die Cyclocross-Saison diente. Die Nähe der ersten Gravelrennen zu den europäischen Straßenklassikern lässt sich auch an der Geschichte des Belgian Waffle Ride festmachen, das im Jahr 2011 erstmals ausgetragen wurde. Der Erfinder Michael Marckx wollte einen belgischen Klassiker im North San Diego County veranstalten und führte die Straßenfahrer über kaum befahrbare Schotterwege. Im Laufe der Jahre setzte sich aufgrund des Terrains das Gravelbike gegenüber dem Rennrad durch.
Der Aufstieg der Gravelrennen fand nach der Jahrtausendwende in den Vereinigten Staaten statt. Dies ist in erster Linie auch auf die zahlreichen Schotterstraßen zurückzuführen, die vor allem im Mittleren Westen zu finden sind. Während bei der ersten Austragung des Unbound Gravel (damals Dirty Kanza) im Jahr 2006 nur 34 Fahrer teilnahmen, stieg die Anzahl der Starter bis ins Jahr 2019 auf 2750, wobei die Startplätze aufgrund des großen Interesses mittlerweile per Losung vergeben werden. Aufgrund der steigenden Popularität entstanden neue Rennen und es kam zur Einführung und Erhöhung von Preisgeldern, was die Professionalisierung der Wettkämpfe begünstigte. Während zunächst das Erlebnis und der Spaß im Mittelpunkt der Rennen standen, rückte nun auch der Leistungsaspekt in den Vordergrund. Neben ersten Stars, die sich in der Szene etablierten, sorgte das Straßenrad-Team EF Education-EasyPost im Jahr 2019 für Aufsehen als es mit Alex Howes, Taylor Phinney und Lachlan Morton drei Fahrer zum Dirty Kanza 2019 schickte. Mit Peter Stetina, Ian Boswell und Laurens ten Dam verließen im Jahr 2021 die ersten Straßenfahrer ihre UCI WorldTeams um sich ganz auf die Gravelrennen zu konzentrieren.
Innerhalb weniger Jahre entwickelten sich Gravelrennen zu einer Trendsportart und verbreiteten sich international. Konzipiert als Jedermannrennen, kommerzialisiert sich das Gravelrennen zunehmend, was von Anhängern teilweise kritisch gesehen wird. So treten neben ehemaligen Radrennfahrern inzwischen auch professionelle Straßenradrennfahrer und Mountainbikefahrer bei Gravel-Rennen an.
Im September des Jahres 2021 kündigte der Internationalen Radsportverband (UCI) an, ab dem Jahr 2022 Gravel-Weltmeisterschaften auszutragen, bei denen die Sieger das aus anderen Disziplinen bekannte Regenbogentrikot erhalten sollen. Zudem wurde die UCI Gravel World Series ins Leben gerufen, die im Jahr 2022 aus elf Rennen bestand und auf vier Kontinenten stattfand. Seit 2023 gibt es Gravel-Europameisterschaften und deutsche Meisterschaften sowie nationale Meisterschaften in mindestens 10 weiteren Ländern.

## Reglement
Das Gravelrennen wurde vom Weltradsportverband Union Cycliste Internationale zum Jahresbeginn 2022 als eigenständige Radsportdisziplin anerkannt und reglementiert. Es wurden mit der UCI Gravel World Series eine weltweite Rennserie und Gravel-Weltmeisterschaften etabliert.
Dabei definierte die UCI Gravelrennen als Massenstartereignisse, die Elemente des Mountainbikesports mit Elementen des Straßenradsports verbinden. Zugelassen sind alle unmotorisierten Räder, also zum Beispiel Cyclocrossräder, Straßenrennräder und Gravelbikes. Die Strecke soll zwischen 50 und 200 Kilometern betragen und maximal 20 % asphaltierte Straßen beinhalten. Typisch sind Wald- und Wirtschaftswege, Schotterpisten und Kopfsteinpflaster. Wiesen, Gräser und Singletracks sollen vermieden werden.
Seitens der UCI kursieren mehrere Versionen bestimmter Regeln. Artikel 15.3.005 in seiner ursprünglich publizierten Form verbot lediglich E-Bikes. Unmittelbar vor den Gravel-Weltmeisterschaften 2023 publizierte die UCI eine neue Version der Regeln, in der zusätzlich Mountainbikes verboten wurden. Im technischen Reglement der Weltmeisterschaften, die die geltenden Regeln zitieren, wurde der Anteil zulässiger Asphaltabschnitte in Artikel 15.3.002 auf 40 % hochgesetzt.